# Wycliff Palu
Wycliff L. Palu (Sydney, 27 luglio 1982) è un rugbista a 15 australiano, seconda-terza linea del Toyota Verblitz, in Top League giapponese.

## Biografia
Di genitori samoani, Palu ebbe un breve intermezzo nel 2004 con il rugby a 13; tornato al XV, fu messo sotto contratto dalla franchise di Sydney dei Waratahs, con la quale esordì in Super Rugby nel 2005, anche se a causa di un infortunio fu costretto a saltare gran parte della stagione.
Nel 2006 esordì in Nazionale in un test match a Melbourne contro l'Inghilterra e partecipò al successivo Tri Nations; un anno più tardi fu presente alla Coppa del Mondo di rugby 2007 in Francia, nel corso della quale prese parte a quattro incontri, compreso quello in cui gli Wallabies furono eliminati dall'Inghilterra.
Dopo avere abbandonato l'ipotesi, nel 2010, di tornare al XIII, prolungò il contratto con i Waratahs e prese parte alla Coppa del Mondo di rugby 2011 in Nuova Zelanda, competizione in cui si classificò al terzo posto finale.
Nel 2014 contribuì alla vittoria della franchise di Sydney del suo primo Super Rugby, e un anno dopo partecipò alla Coppa del Mondo di rugby 2015, giungendo in tale occasione alla finale, poi persa contro la Nuova Zelanda.
Dal 2015-16 è ingaggiato con contratto biennale dalla squadra giapponese del Toyota Verblitz in Top League.

## Palmarès
- Super Rugby: 1
Waratahs: 2014
- Australian Rugby Championship: 1
Central Coast Rays: 2007